# Carlo Lattanzio
Carlo María Lattanzio (nacido el 25 de julio de 1997 en La Plata, Argentina) es un futbolista profesional argentino. Juega como extremo y milita actualmente en Almagro de la Primera Nacional.

## Trayectoria

### Sus Inicios
Nacido en la localidad de Melchor Romero, partido de La Plata, jugó en las inferiores del Club Romerense antes de pasar a Estudiantes de La Plata.
Fue el autor del tanto que le da en la final a Estudiantes de La Plata la Copa Frenz International Cup 2016 en Malasia derrotando al Club Internacional de Brasil por 1 a 0.  Convirtió 3 goles en la edición 2016 y 2 goles en el mismo torneo del 2015 (FIC2015).

### Como profesional
Debutó en primera división en la fecha 19 del Campeonato de Primera División 2015, el 1 de agosto de 2015, cuando el equipo lo dirigía Gabriel Milito. Ingreso el segundo tiempo contra el Club Nueva Chicago con la camiseta número 37. 
En diciembre de 2017 firma su primer contrato como jugador profesional.
Luego padeció una larga pubalgia por la que tuvo que ser intervenido quirúrgicamente.
El julio de 2019 en cedido a préstamo sin cargo y sin opción al Club Estudiantes de Caseros para disputar el torneo de la B Nacional, segunda categoría del fútbol argentino. 
Regresa a La Plata y el 8 de noviembre de 2020 ingresa en el complemento en la derrota de Estudiantes (LP) ante San Lorenzo.
En enero de 2021 es cedido a préstamo hasta fin de año a Central Córdoba de Santiago del Estero de la primera división de Argentina en busca de minutos en campo. El 28 de febrero de 2021 convierte su primer gol en primera división en el triunfo ante San Lorenzo por 4 a 0. Carlo convierte el tercer gol del equipo a los 52 minutos.
Ya de regreso a Estudiantes de La Plata, el 25 de marzo de 2022, convierte en el triunfo de Estudiantes sobre Puerto Nuevo por Copa Argentina 2022.
El 9 de agosto de 2022, es oficializado a préstamo hasta fin de año al Club Atlético Platense. 
En 2023 pasa a préstamo a Quilmes Atlético Club de la Primera B Nacional.
En diciembre de 2023 firma para el Club Atlético Atlanta para pesear por el ascenso a la máxima categoría.

## Estadísticas
Actualizado al último partido disputado el 17 de agosto de 2025.
| Estudiantes de La Plata Argentina | 1.ª           | 2015          | 1   | 0 | 0  | 0 | 0  | 0 | 0 | 0 | 1   | 0 |
| Estudiantes de La Plata Argentina | 1.ª           | 2017-18       | 11  | 0 | 0  | 0 | 7  | 0 | 0 | 0 | 18  | 0 |
| Estudiantes de La Plata Argentina | 1.ª           | 2018-19       | 5   | 0 | 0  | 0 | 0  | 0 | 0 | 0 | 5   | 0 |
| Estudiantes de La Plata Argentina | 1.ª           | 2022          | 10  | 0 | 1  | 1 | 3  | 0 | 0 | 0 | 14  | 1 |
| Estudiantes de La Plata Argentina | Total club    | Total club    | 27  | 0 | 1  | 1 | 10 | 0 | 0 | 0 | 38  | 1 |
| Estudiantes de Bs. As. Argentina | 2.ª           | 2019-2020     | 17  | 1 | 4  | 0 | 0  | 0 | 0 | 0 | 21  | 1 |
| Estudiantes de Bs. As. Argentina | Total club    | Total club    | 17  | 1 | 4  | 0 | 0  | 0 | 0 | 0 | 21  | 1 |
| Central Córdoba (Sgo. del Estero) Argentina | 1.ª           | 2021          | 18  | 0 | 8  | 2 | 0  | 0 | 0 | 0 | 26  | 2 |
| Central Córdoba (Sgo. del Estero) Argentina | Total club    | Total club    | 18  | 0 | 8  | 2 | 0  | 0 | 0 | 0 | 26  | 2 |
| Club Atlético Platense Argentina | 1.ª           | 2022          | 4   | 0 | 0  | 0 | 0  | 0 | 0 | 0 | 4   | 0 |
| Club Atlético Platense Argentina | Total club    | Total club    | 4   | 0 | 0  | 0 | 0  | 0 | 0 | 0 | 4   | 0 |
| Quilmes Argentina | 2.ª           | 2023          | 24  | 1 | 0  | 0 | 0  | 0 | 0 | 0 | 24  | 1 |
| Quilmes Argentina | Total club    | Total club    | 24  | 1 | 0  | 0 | 0  | 0 | 0 | 0 | 24  | 1 |
| Atlanta Argentina | 2.ª           | 2024          | 24  | 0 | 0  | 0 | 0  | 0 | 0 | 0 | 24  | 0 |
| Atlanta Argentina | Total club    | Total club    | 24  | 0 | 0  | 0 | 0  | 0 | 0 | 0 | 24  | 0 |
| Almagro Argentina | 2.ª           | 2025          | 17  | 0 | 0  | 0 | 0  | 0 | 0 | 0 | 17  | 0 |
| Almagro Argentina | Total club    | Total club    | 17  | 0 | 0  | 0 | 0  | 0 | 0 | 0 | 17  | 0 |
| Total carrera | Total carrera | Total carrera | 131 | 2 | 13 | 3 | 10 | 0 | 0 | 0 | 154 | 5 |
| (1) La copa nacional se refiere a la Copa Argentina, Supercopa Argentina, Copa de la Superliga y Copa de la Liga Profesional. (2) La copa internacional se refiere a la Copa Sudamericana, Recopa Sudamericana, Copa Libertadores y Copa Suruga Bank. |               |               |     |   |    |   |    |   |   |   |     |   |

## Palmarés
| Competición                  | Equipo                         | Sede    | Resultado |
| ---------------------------- | ------------------------------ | ------- | --------- |
| Frenz International Cup 2016 | Estudiantes de La Plata Sub-19 | Malasia | Campeón   |

## Videos
- Carlo LATTANZIO en YouTube., (en español)
- Carlo LATTANZIO: "Siempre vamos a soñar, pero vamos partido tras partido" en YouTube., jugando para Central Córdoba de Santiago del Estero (28/02/2021). (en español)
- Carlo LATTANZIO: "Los goles son circunstancias, uno trabaja siempre para estar lo mejor posible" 02/05/2021) en YouTube., jugando para Central Córdoba de Santiago del Estero. (en español)
- Estudiantes Vs. Internacional (2-3) FRENZ INTERNATIONAL CUP 2015 Final en YouTube., (en inglés)
- FIC2016 Full Game Final SC Internacional vs Estudiantes de La Plata en YouTube., (en inglés)